# اوسویاکی تاماگو

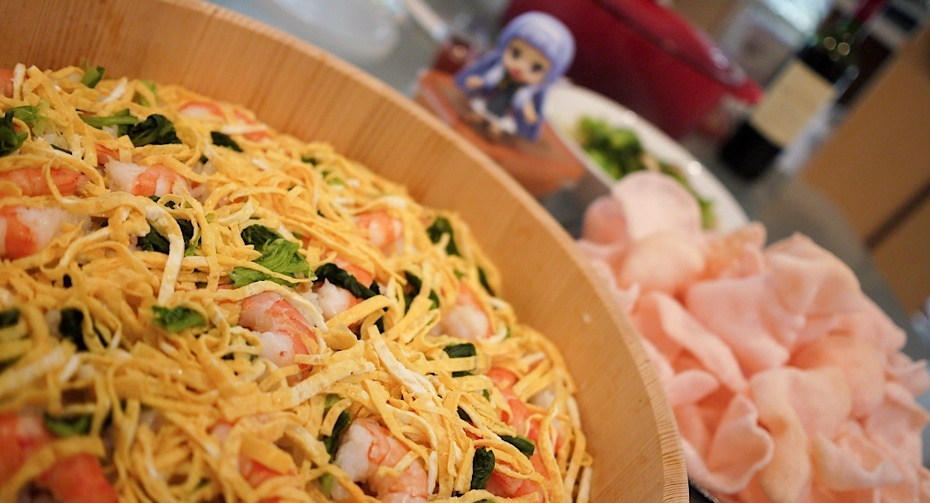
اوسویاکی تاماگو بر روی چیراشی زوشی

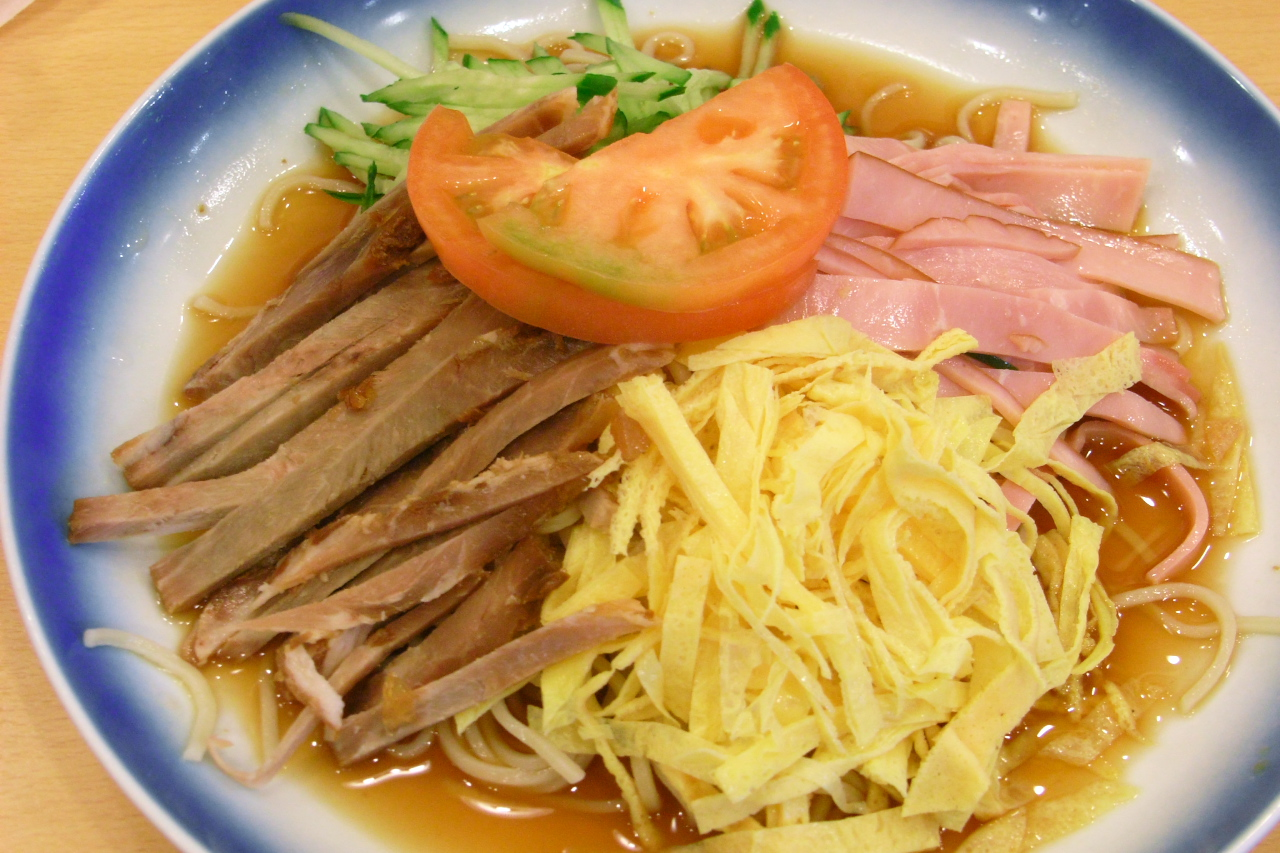
بر روی هیاشی چوکا

اوسویاکی تاماگو (به ژاپنی: 薄焼き卵 うすやきたまご) به معنای تخم‌مرغ نازک سرخ شده غذایی است که از بهم زدن تخم مرغ، نازک پهن کردن روی ماهیتابه و پختن آن درست می‌شود. این نوع تخم مرغ بعد از برش دادن به نام کینشیتا-تاماگو kinshita-tamago نامیده می‌شود که نوار مانند است. این غذای تخم مرغی یکی از عناصری که در تهیه سوشی در ژاپن استفاده می‌شود.
طرز تهیه این صورت است که تخم مرغ زده شده را به صورت نازک روی ظرفی مانند ماهیتابه پهن می‌کنند و آن را می‌پزند تا نسوزد. به‌طور کلی هر دو طرف آن کبابی است اما بسته به نوع غذا ممکن است یک طرف آن کبابی شود. چاشنی اغلب به‌طور خاص انجام نمی‌شود. در مورد ضخامت، تمایل به یکنواختی سطح وجود دارد، ضخامت باید نازک مانند کاغذ باشد.